# Mistrzostwa Europy w Judo 1965
14. Mistrzostwa Europy w Judo odbyły się w dniach 23 – 24 maja 1965 roku w Madrycie. 

## Klasyfikacja medalowa
| Miejsce | Państwo         |    |    |    | Razem |
| ------- | --------------- | -- | -- | -- | ----- |
| 1       | ZSRR            | 8  | 3  | 2  | 13    |
| 2       | RFN             | 2  | 1  | 1  | 4     |
| 3       | Francja         | 1  | 3  | 7  | 11    |
| 4       | Holandia        | 1  | 3  | 5  | 9     |
| 5       | NRD             | 1  | 1  | 4  | 6     |
| 6       | Wielka Brytania | 0  | 2  | 2  | 4     |
| 7       | Austria         | 0  | 0  | 2  | 2     |
| 8       | Czechosłowacja  | 0  | 0  | 1  | 1     |
| .       | Polska          | 0  | 0  | 1  | 1     |
| .       | Hiszpania       | 0  | 0  | 1  | 1     |
| Razem   | Razem           | 13 | 13 | 26 | 52    |

## Medaliści

### Mężczyźni Amatorzy
| Konkurencja: | Złoto:                                                                                                 | Srebro:                                                                                   | Brąz: |
| −63kg        | Oleg Stiepanow                                                                                         | Aleksey Ilyushin                                                                          | Serge Feist Karl Reisinger |
| −70kg        | André Bourreau                                                                                         | Günter Wiesner                                                                            | Joachim Schröder Manfred Penz |
| −80kg        | Wolfgang Hofmann                                                                                       | Lionel Grossain                                                                           | Otto Smirat Anatoly Bondarenko |
| −93kg        | Anzor Kibrotsashvili                                                                                   | Yves Reymond                                                                              | Jan Snijders Jacques le Berré |
| ponad 93kg   | Herbert Niemann                                                                                        | Parnaoz Czikwiladze                                                                       | Wim Ruska Horst Lieder |
| Open         | Anzor Kiknadze                                                                                         | Wim Ruska                                                                                 | Jean-Pierre Dessailly Vladimir Saunin |
| Drużynowo    | Ārons Bogoļubovs · Anatoli Bondarenko · Anzor Kiknadze · Anatoli Kibrokachvili · Oleg Stiepanow · ZSRR | Joop Gouweleeuw · Anton Geesink · Martin Poglajen · Wim Ruska · Peter Snijders · Holandia | André Bourreau · Lionel Grossain · Serge Feist · Jacques le Berré · Georges Gress · Francja · Paul Barth · Helmut Howiller · Herbert Niemann · Otto Smirat · Günter Wiesner · NRD |

### Mężczyźni Zawodowcy
| Konkurencja: | Złoto:              | Srebro:         | Brąz:                              |
| −63kg        | Aleksey Ilyushin    | Siergiej Suslin | Kazimierz Jaremczak Anton Linskens |
| −70kg        | Vladimir Kuspish    | Brian Jacks     | Salvador Álvarez Michal Vachun     |
| −80kg        | Martin Poglajen     | Patrick Clement | Gérard Buc Ray Ross                |
| −93kg        | Anatoly Yudin       | Joop Gouweleeuw | Anthony Sweeney Karl Nitz          |
| ponad 93kg   | Parnaoz Czikwiladze | Günther Monczyk | Anton Geesink Alphonse Lemoine     |
| Open         | Alfred Meier        | Syd Hoare       | Jacques Noris Anton Geesink        |